# エプソンダイレクト
エプソンダイレクト株式会社（Epson Direct Corporation）は、エプソン販売株式会社の100%出資子会社（セイコーエプソン株式会社の完全孫会社）で、現在はBTOによるインターネット直販を主に行うパソコンメーカーである。

## 概要
1993年の設立時、親会社のセイコーエプソンおよびエプソン販売は、日本国内向けに日本電気（NEC、当該部門は現NECパーソナルコンピュータ）の『PC-9800シリーズ』の互換機である『EPSON PCシリーズ』を発売していた。エプソンダイレクトは翌1994年にPC/AT互換機（DOS/V機）『Endeavor』の出荷を開始。同時期、エプソン販売からは別系列のPC/AT互換機『Vividy』シリーズを発売。NECを除く国産主要メーカーがPC/AT互換機の製造・販売に移行するなか、エプソンの系列会社である当社がPC/AT互換機を発売したことは、一部で「パンドラの箱をあけた」と言われた（発表当時のASAHIパソコンの記事）。その後、Windows 95の爆発的なヒットにより、PC/AT互換機の時代が到来し、エプソンは1995年に『EPSON PCシリーズ』から撤退した。のちにVividyも終売しEndeavorに一本化。その結果当社がEPSONブランドのパソコン事業の中核企業となった。
本社は長野県塩尻市、ノートパソコンの製造は長野県下伊那郡喬木村（ただしネットブックは中国工場からのOEM供給で、日本国内で検品後に出荷）、デスクトップパソコンの製造は長野県安曇野市、デスクトップタイプのサポート部門は東京都日野市にあり、ノートタイプの修理は日野市、デスクトップタイプ本体の修理は安曇野市で行っている。
直営のショールームが東京秋葉原にあったが、2010年7月に閉店し、同ショールーム閉鎖後は、エプソン販売のエプソンスクエアが実機展示場になっている。また、エディオンの一部の店舗、及び、ビックカメラの有楽町本館と池袋本店パソコン館にもパソコンの展示・発注の委託をしている。
オンラインショップでは、エプソン製プリンター、プロジェクター、デジタルカメラ、プリンター消耗品、他社製ソフトウエアの販売も行っている。
過去には、キティーやディズニーのキャラクターパソコンをOEM販売していた。

## 主力ラインナップ

### Endeavor
Endeavor（エンデバー）は、エプソンダイレクトがBTOにより直販するパソコンのシリーズ名。白やグレー、ネイビーブルーを基調としたシンプルなデザインが特徴で、企業や教育機関での採用例も多い。
ラインナップはハイエンド・タワー形デスクトップの「Pro」、マイクロタワー形デスクトップの「MT」、省スペース形デスクトップの「AT」と「ST」、ネットトップ形デスクトップの「NP」、ハイエンド・ノート形の「NJ」、モバイル系ノートの「NA」、ミニノートの「Na」など。過去には液晶ディスプレイ一体型の「PT」も発売していた。
この他、OSにLinuxを採用したモデル「LX」や、Windows Home Serverを採用したモデル、「SV」もある。
なお、ノートパソコンは、最上位機種の「NJ」に「Pro」の名を冠しており、「NT」の一部製品では、本体のカラーリングや天板のデザインもカスタマイズすることができ、個人向け限定ながらディズニーキャラクターのイラストをあしらうこともできる。また、法人向けでも企業ロゴをあしらうことが可能である。
マザーボードには、台湾ASUS製品をベースに、コンデンサ等の部品選定やBIOSにエプソン独自のカスタマイズを行ったものを使用している。エンデバーブランドの設立時には、インテル製のマザーボードを採用していた。インテル製マザーボードにはペットネームが付けられていたことがあり、エンデバーに採用されたマザーボードの名前もエンデバーだった。
2008年11月19日よりIntel Atom搭載ミニノートPC「Endeavor Na01 mini」を発売。エプソンダイレクト初のネットブック製品となった。2009年2月10日には新色の追加と同時に価格改定を行い、3万円台後半で購入できるネットブック製品として再リリースした。2011年6月現在、最新機種として、SSDの選択が可能な「Endeavor Na14S」を6月14日より販売開始した。
また、ネットトップ製品として、「Endeavor NP11」、「Endeavor NP12」をリリース。幅20 mmと極めて薄く軽量であるため、「一般的なA5サイズのシステム手帳よりも小さいサイズ」というキャッチコピーで販売されている。省電力性能に優れるとされ、CPUにはIntel Atomプロセッサを採用。超小型なSiS製チップセットを採用するなど、独特な仕様により小型で軽量な筐体を実現。
2008年からはプロジェクタ製品にもEndeavorのブランド名を与え、ラインナップに加えている。

### EDiCube
EDiCube（エディ・キューブ）は、過去にエプソンダイレクトが直販していたパソコンのシリーズ名。BTOによるカスタマイズの幅をあえて絞ることで、コストを抑えた製品群である。ビジネス機然としたデザインが多かったEndeavorとは異なり、外観の意匠はパーソナルユースを意識したものであった。
Endeavorシリーズへの一本化に伴い、EDiCubeシリーズは終息したが、省スペース形デスクトップの「MR」はEndeavor MRとして販売を継続している。

### LIVINGSTATION
LIVINGSTATION（リビングステーション）は、エプソンダイレクトが直販するリアプロジェクションテレビ。2004年6月より発売が開始され、2005年6月には地上デジタルチューナ内蔵のSシリーズが発売された。2007年には生産完了により販売が終了している。

## 特長
納期保証サービス
注文の翌日から2営業日以内に配達するサービスである（ただし、2営業日以内の配達の場合、在庫状況・配達可能地域等の条件がある）。納期遅れとなった場合、5,000円をキャッシュバックする。2004年に3営業日以内で開始、2005年に2営業日以内に短縮した。これらを可能にしているのは国内工場で組み立て発送してることで可能にしている。ただし、ネットブック機種は中国工場からのOEM供給で一旦、国内工場で納品、品質検査の後出荷する方法を取っている。
キッティングBTOサービス
HDDマスターコピーやBIOSやネットワーク等の各種設定、資産管理ラベル等の貼付けなどを利用者に代わって行う法人向けのサービス。
初期不良交換
購入した製品が不良品であった場合、工場出荷日から数えて8日以内にかぎり、良品と交換される。9日以降については、部品交換修理対応のみに限定される（たとえ"安心プラス保証"などのオプションサービスに加入していたとしても）。商品が自宅に着いてから8日以内ではないことに注意。購入後はすみやかに製品の稼働状況をチェックすること。
3年間部品保証
購入後3年以内のパソコン本体の修理において、部品代無償となるサービスである。2001年に開始した。なお、購入後1年間は修理代、送料がすべて無償である（1年間の無償保証期間終了後は、購入5年後まで部品代・修理代・送料を補償する定額保守サービスのオプションあり）。ただし1年以内であっても、地震による被害や誤って飲み物をこぼすなど、事故や過失による被害は対象外である。
安心プラス保証
予期せぬ事故や過失による故障に対応する修理保証サービス。購入時にのみ有償で加入できる。保証期間を選択できる（1年間、2年間、および3年間）。工場出荷日から数えて1か月以内に限り、製品購入金額の満額に相当する修理費用をエプソン・ダイレクトが保証する。その後は、1か月ごとに1/36ずつ補償限度額が減額される。つまり、たとえ3年間の安心プラス保証に加入しても、工場出荷後、1年半年後には、購入金額の半額までしか保証されない。保証期間内は全額保証されるVAIOやNECパーソナルコンピュータなどの長期保証とは異なる制度であることに注意。
送料無料サービス
エディオンの一部の店舗でパソコンの発注をすると、発送先の職場・自宅迄の送料の代金が無料になる店舗限定のサービス。
1日修理
パソコン本体の修理において、集荷の翌日から1営業日で修理完了し発送するサービスである。通常、発送日から返却日まで、3日間かかる。ただし、無償保証期間内あるいはピックアップ保守サービス契約者のみ対象である。年末年始は行われない。2001年に開始した。
修理の依頼及び修理状況の確認は、ウェブサイト上で24時間受け付けている。なお、電話での修理依頼も可能である。
（Web修理受付、修理状況照会、カスタマーサービスセンター ）

## 沿革
- 1993年 - 会社設立。
- 1994年 - Endeavorの出荷を開始。
- 1997年 - CREASENSEの出荷を開始。
- 1998年 - BTOを実現したVZシリーズの出荷を開始。
- 1999年 - EDiCubeの出荷を開始。
- 2004年 - コーポレートブランドをエプソンに統一。
- 2008年 - 会員サービスを開始。
- 2010年 - 直営ショールーム廃止と法人向け優待制度を開始。